# Konrad X. Landschad von Steinach

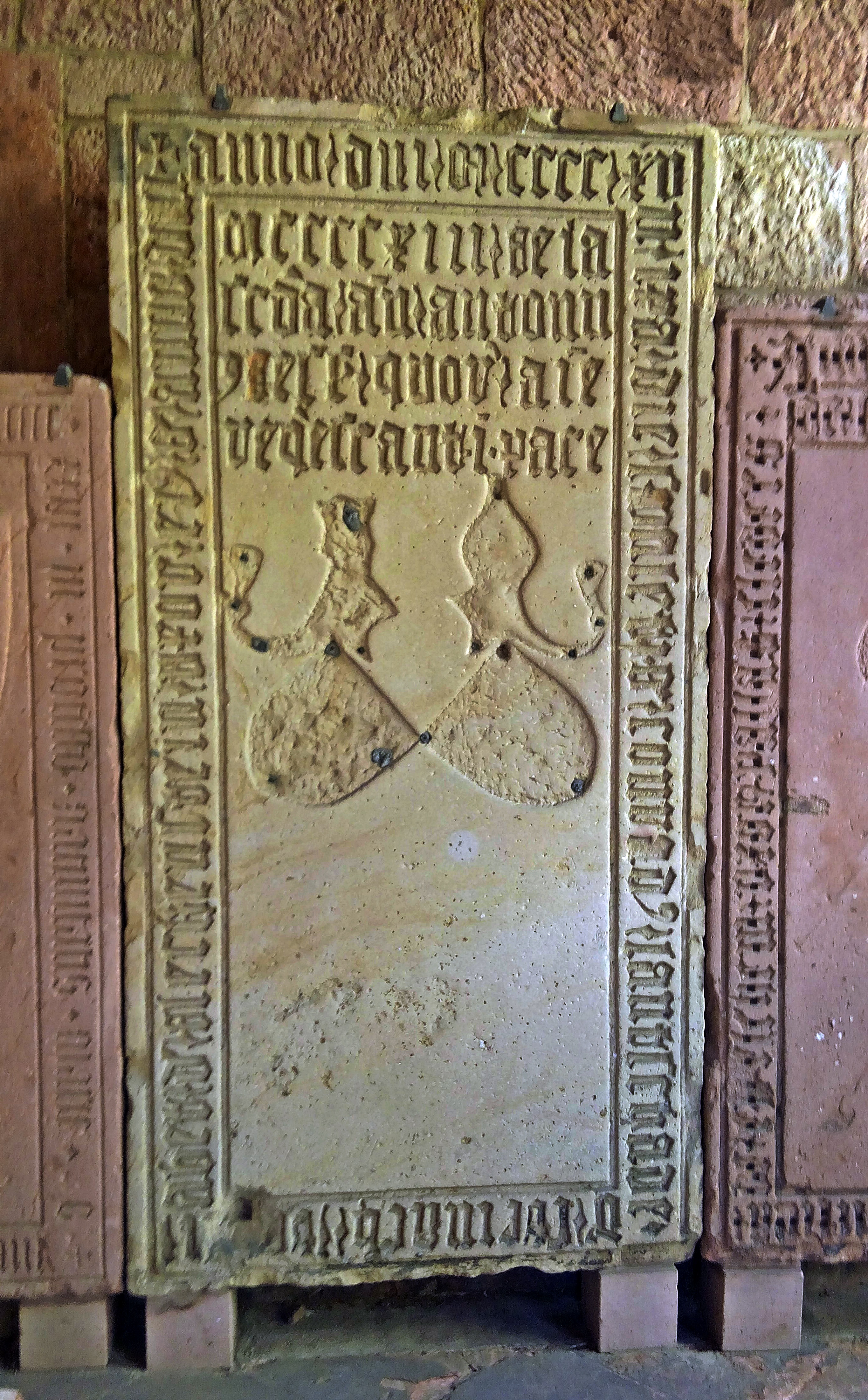
Epitaph des Ehepaares (Bronzewappen ausgebrochen), Stiftskirche Neustadt, Vorhalle

Konrad X. Landschad von Steinach († 14. Februar 1417, bestattet in Neustadt an der Weinstraße) entstammte dem mittelalterlichen Adelsgeschlecht der Landschad von Steinach, das seinen Stammsitz in Steinach am Neckar hatte.

## Familie
Konrad der X. war der Sohn von Konrad IX. († 1377), pfälzischer Viztum in Neustadt an der Haardt, mit seiner zweiten Frau Margarethe von Hirschhorn. Konrad X. war verheiratet mit Else von Fleckenstein († 1413), mit der er keine männlichen Nachkommen hatte. Sein Erbe fiel an seine Töchter. Die Tochter Elisabeth ehelichte Schweikhardt VII. von Sickingen († 1417) Oberhofmeister von König Ruprecht und Großvater des Schweickhardt VIII. von Sickingen († 1505), welcher der Vater des berühmten Franz von Sickingen war.

## Leben
Konrad der X. war beim Pfalzgrafen hoch angesehen und tätigte mit diesem Finanzgeschäfte. Von Ruprecht von der Pfalz, 1400 bis 1410 deutscher König, wurde Konrad zum Vogt von Trifels und zum königlichen Rat ernannt. In den ältesten Statuten der Gesellschaft mit dem Esel von 1414 erscheint er als einer der Siegeler mit der Bezeichnung Contz Landschad.
Gemäß einer Urkunde vom 29. Dezember 1414 stiftete Konrad eine Pfründe für den Marien-Altar in der Marien-Kapelle zu Frauenweiler, das seit 1526 zu Wiesloch gehört. In der Reformation ging die Kirche mit ihren Pfründen unter. 
In ihrem Testament vom 29. Juni 1404 vermachte das Ehepaar dem Stift Neustadt 300 Gulden. In dessen Kirche waren auch Konrads Eltern beigesetzt.